# Culpeper (Wirginia)
Culpeper – miasto w Stanach Zjednoczonych, w stanie Wirginia, w hrabstwie Culpeper, którego jest stolicą.